# شهرستان مستقل

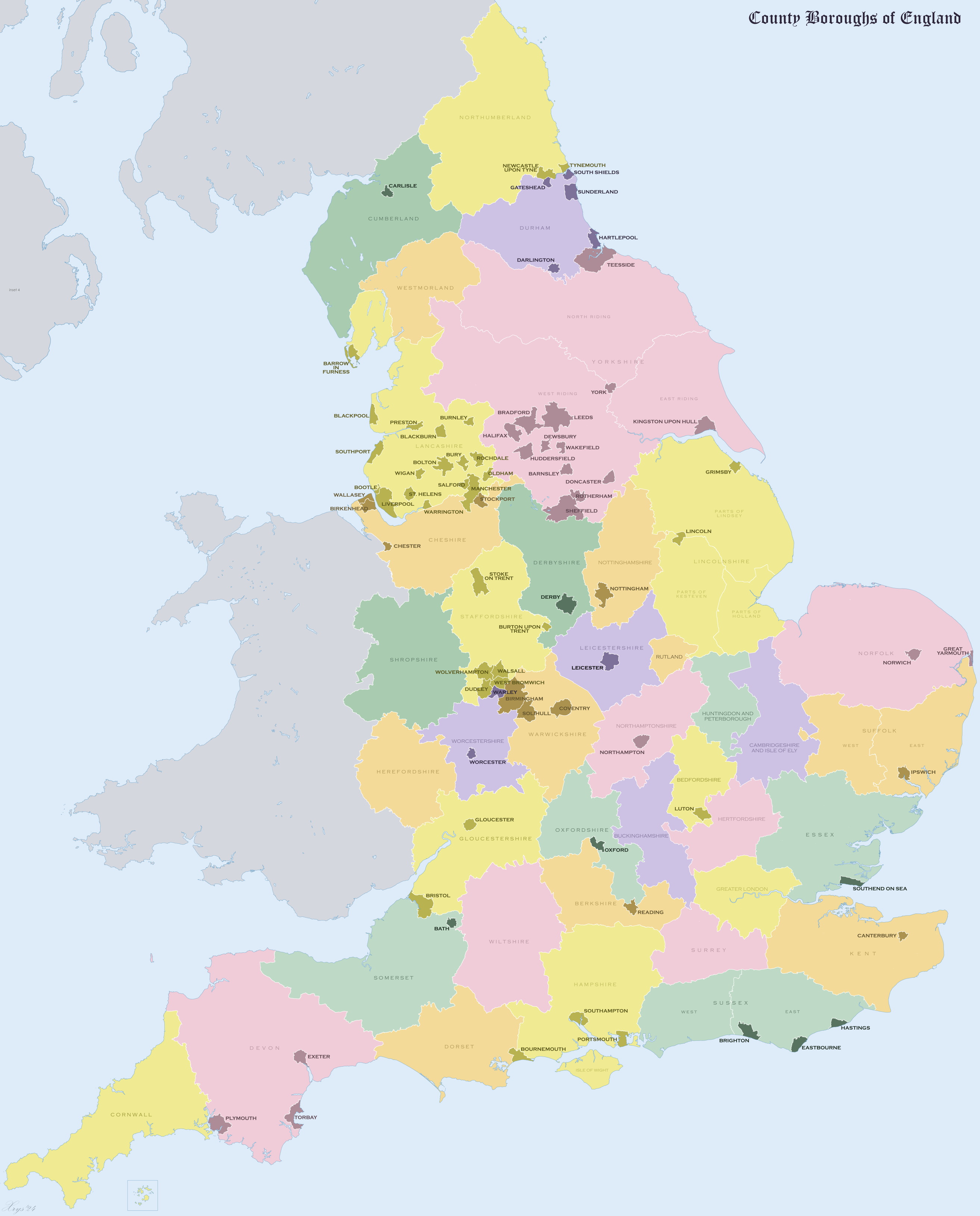
نقشهٔ شهرستان‌های مستقل انگلستان در سال ۱۹۷۴ میلادی

شهرستان مستقل اصطلاحی است که در سال ۱۸۸۹ در پادشاهی متحد بریتانیای کبیر و ایرلند (به غیر از اسکاتلند) معرفی گشت و به معنای محله یا شهری بود که از نظارت و ادارهٔ شورای استان مستقل بود. اما طبق قانون ۱۹۷۲ دولت محلی تمامی شهرستان‌های مستقل در انگلستان و ولز منسوخ گشتند. اما این اصطلاح تا سال ۲۰۰۱ در ایرلند و تا هنگام اجرای قانون ۲۰۰۱ دولت محلی هنوز مورد استفاده بود. در اسکاتلند اصطلاح شهرستان بزرگ یا شهرستان کوچک برای دسته بندی شهرستان‌ها استفاده می‌شد.